# 伊热夫斯克校园枪击案
伊热夫斯克校园枪击案，是2022年9月26日，俄罗斯乌德穆尔特共和国首府伊热夫斯克第88学校发生的件大规模枪击事件。事件至少造成18人死亡，其中包括11名儿童和6名成年人及兇手，另有24人受伤。目前还有多位伤者处于重症监护中。

## 袭击过程
莫斯科时间2022年9月26日，上午10点52分左右，嫌疑人阿尔乔姆·卡赞采夫（Artem Kazantsev）带着两支手枪和大量弹药进入俄罗斯乌德穆尔特共和国首府伊热夫斯克第88学校，随后惨案，枪手在作案后开枪自杀，他的尸体被警方找到时身穿一件印有纳粹标志的T恤和一个巴拉克拉法帽。在惨案发生前20分钟嫌疑人曾发出一份电子邮件，内容声称发生的事件不是恐怖袭击，嫌疑人自称不是极端组织的成员，没有任何政治要求，指出仇恨是发生的唯一原因”。

## 伤亡
枪击事件造成18人死亡。受害者包括11名儿童、两名保安、两名教师、另外两名成年人以及兇手本人。 24人受伤，其中包括22名儿童。

## 调查
调查人员已搜查嫌犯阿尔乔姆·卡赞采夫的住宅，并调查他是否是新纳粹主义的信奉者。

## 嫌疑人
根据俄罗斯联邦侦查委员公布，枪手是34岁的阿尔乔姆·卡赞采夫，1988年出生，伊热夫斯克人，曾是第88学校学生。据报道，作案时他穿着一件印有纳粹标志的T恤和一个巴拉克拉法帽。

## 反应
俄罗斯总统新闻秘书佩斯科夫将这场枪击案称为“恐怖主义行动”。
袭击发生后，乌德穆尔特共和国领导人亚历山大·布雷恰洛夫宣布哀悼三天。